# Beluj
Beluj – wieś (obec) na Słowacji położona w kraju bańskobystrzyckim, w powiecie Bańska Szczawnica. Pierwsze wzmianki o miejscowości pochodzą z roku 1290. 
Według danych z dnia 31 grudnia 2012, wieś zamieszkiwało 126 osób, w tym 65 kobiet i 61 mężczyzn.
W 2001 roku pod względem narodowości i przynależności etnicznej miejscowość zamieszkiwali wyłącznie Słowacy.
Ze względu na wyznawaną religię struktura mieszkańców kształtowała się w 2001 roku następująco:
- Katolicy rzymscy – 60,26%
- Ewangelicy – 34,44%
- Ateiści – 4,64%
- Nie podano – 0,66%